# Česká důchodová reforma (2011)
Česká důchodová reforma byla pokusem o změnu důchodového systému v České republice. Byla představena ekonomickými ministry Nečasovy vlády v únoru 2011. Mezi hlavní změny patřilo zavedení tzv. dvoupilířového systému. Účast v něm měla být dobrovolná, lidé měli mít možnost si takto spořit na důchod v soukromých penzijních fondech.

## Zrod reformy
Již v roce 1996 se ekonom Vladimír Kreidl vyjádřil, že průběžné financování, kdy pracující platí na důchody současných důchodců, je neudržitelné.
V roce 2003 měla Směrnice IZPP v celé Evropské unii sjednotit pravidla pro instituce, jež mají na starosti důchodové pojištění zaměstnanců a dohled nad jejich fungováním. Evropská komise kvůli ní zažalovala Českou republiku minimálně dvakrát, naposledy v březnu 2011.
Reforma byla definitivně schválena parlamentem 7. listopadu 2012 a od 1. ledna 2013 vstoupila v platnost v plné míře.  Stalo se tak přes nesouhlas opoziční ČSSD a prezidenta Klause.

## Obsah reformy
Hlavní změnou byla možnost vyvést část peněz, které běžně odchází do státního systému (první pilíř), do některého ze soukromých penzijních fondů (druhý pilíř). Ten, kdo se rozhodl pro tento systém už toto rozhodnutí nemohl změnit. Účast byla omezená pro osoby ve věku do 35 let. Lidé nad touto věkovou hranicí měli na rozhodnutí pouze půl roku. 
Ministr sociálních věcí Drábek z TOP 09 původně trval na povinném převedení části plateb do soukromých fondů, ale později ustoupil, takže první pilíř zůstal zachován. 
Peníze lidí v ekonomicky aktivním věku neměly být přerozděleny na důchody současných důchodců, měly se počítat přímo do penzí střadatelů. Tím se při rostoucím počtu penzistů mělo částečně zabránit tomu, aby stát musel na penze nakládat větší a větší finance a přitom by získával méně od pracujících občanů.
Fondy poskytující tento druh penzijního připojištění měly splnit několik podmínek. Každý fond musel svým klientům nabídnout čtyři způsoby, jak investuje jejich peníze, konzervativní, vyvážený a dynamický. To mělo zajistit, aby fond neinvestoval všechny peníze klientů jen rizikově a všechny je neztratil. Každý fond také musel povinně nabízet investování do státních dluhopisů. Klient si ale bude moci zvolit, jestli bude investovat do dluhopisů, nebo do akcií. Další podmínkou pro získání licence byl minimální počet klientů, který byl stanoven na 50 tisíc. Jednou za určitý čas pak klient měl mít právo na změnu fondu. 
Prostředky posílané do soukromých fondů se měly skládat z těchto složek:
- částka ve výši tří procent sociálního pojištění
- částka ve výši minimálně dvou procent ze základu pro výpočet sociálního pojištění
- částka ve výši jednoho procenta posílaná na účet rodičů (tato část je dobrovolná)

Reforma počítala se zachováním systému dobrovolného připojištění se státním příspěvkem (třetí pilíř).
Pokud člověk, který si ukládal část svých peněz do soukromých fondů, zemřel, měly být vložené prostředky  vyplaceny jeho dětem. To mělo být možné jen v případě, že osoba zemřela ještě ve spořicí fázi. Později měly být peníze vyplaceny jedině v případě, že se rozhodl pro dvacetiletou výplatu penze.
Součástí reformy není změna věku odchodu do penze. Tento věk se zvyšuje o dva měsíce ročně (u mužů) a o čtyři měsíce ročně (u žen) tak, aby muži odcházeli po roce 2030 do důchodu ve věku 65 let a ženy mezi 62. a 65. rokem života (věk závisí na počtu vychovaných dětí).
Doplňkové penzijní spoření bylo v návrhu zákona definováno jako shromažďování a umisťování prostředků účastníka, příspěvků placených za účastníka jeho zaměstnavatelem a státních příspěvků do účastnických fondů obhospodařovaných penzijní společností a vyplácení dávek. Účastníkem mohla být 18 let, která uzavřela s penzijní společností smlouvu o doplňkovém penzijním spoření. Účast na doplňkovém penzijním spoření je dobrovolná; účastník též může kdykoliv smlouvu o doplňkovém penzijním spoření vypovědět.
Účastník bude na své doplňkové penzijní spoření přispívat placením příspěvků, které nesmí být nižší než 100 Kč. K příspěvku účastníka se poskytuje v závislosti na výši příspěvků účastníka státní příspěvek v rozmezí od 90 Kč do 230 Kč měsíčně. Podmínkou je, aby příspěvek účastníka činil aspoň 300 Kč měsíčně. Za účastníka může jeho příspěvek plně nebo zčásti platit jeho zaměstnavatel. K příspěvku zaměstnavatele se však neposkytuje státní příspěvek.
Z doplňkového důchodového spoření se mají poskytovat tyto dávky: starobní penze na určenou dobu, invalidní penze na určenou dobu, jednorázové vyrovnání, odbytné, úhrada jednorázového pojistného pro doživotní penzi a úhrada jednorázového pojistného pro penzi na přesně stanovenou dobu s přesně stanovenou výší.
Účastník měl mít možnost si vybrat, zda své prostředky umístí do konzervativního fondu nebo do jiných účastnických fondů penzijní společnosti. Penzijní společnost měla mít nárok na úplatu hrazenou z majetku v účastnickém fondu. Dohled nad činností penzijních společností provozujících doplňkové penzijní spoření by v případě nezrušení reformy vykonávala Česká národní banka.
Doplňkové penzijní spoření bylo do značné míry obdobou penzijního připojištění se státním příspěvkem podle zákona č. 42/1994 Sb. Dosavadní penzijní fondy provozující toto penzijní připojištění měly transformovat na penzijní společnosti a prostředky účastníků měly být vyčleněny do tzv. transformovaného fondu. Účastníci dosavadního penzijního připojištění mohly přestoupit do nového systému doplňkového penzijního spoření.